# Doria Shafik
Doria Shafik (àrab: درية شفيق, Durriyya Xafīq) (Tantā, 14 de desembre de 1908 - el Caire, 20 de setembre de 1975) fou una filòsofa, editora i poeta feminista egípcia, una de les principals promotores dels drets de la dona a Egipte des de mitjans de la dècada de 1940. Com a resultat directe de les seves accions les dones egípcies van aconseguir el dret a vot en la constitució egípcia.
Va néixer a Tantā, al delta del Nil i va estudiar en una escola missionera francesa. Als setze anys va passar a ser l'egípcia més jove a obtenir el batxillerat francès, i als dinou anys va rebre una beca del Ministeri d'Educació egipci per estudiar a la universitat de la Sorbona, a París. Va acabar preparant el seu doctorat en Filosofia en aquest mateix centre universitari. Va escriure dues tesis: la primera refutava les finalitats merament utilitàries que els historiadors solien assignar a l'art de l'Antic Egipte, i la segona, argumentava que l'islam reconeixia la igualtat de drets per a la dona. Va aconseguir el doctorat (Doctorat d'État) amb qualificacions altes (Mention Tres Honorable).
Mentre estigué a París, es casà amb Nour Al-Din Ragai, un estudiant de Dret amb la mateixa beca que també estava treballant en el seu doctorat. Al seu retorn definitiu de França l'any 1940, anhelava contribuir a l'educació dels joves del seu país, però el degà de la Facultat de Lletres de la Universitat del Caire li va negar un càrrec per ser massa "moderna".
El 1945, la princesa Chevikar, primera esposa del rei Fuad I d'Egipte, li va oferir ser editora d'una revista cultural i literària, que seria publicada en francès, llengua de l'elit egípcia. Shafik va acceptar la proposta de fer-se càrrec de La Femme Nouvelle, i amb la mort de Chevikar el 1947, va assumir la responsabilitat total per la revista i dels costos de la seva producció. Sota la seva direcció, La Femme Nouvelle es va tornar un referent important a nivell regional.
També el 194(, Shafik va decidir publicar una altra revista, aquesta vegada en àrab. Bint Al-Nil (Filles de la Unió del Nil") estava dirigida a educar la dona egípcia pel que fa al seu paper en la família i la societat. El primer número va sortir al novembre de 1945 i es va esgotar gairebé immediatament.
Decididada a  implicar-se més decididament a canviar la llei que prohibia que les dones ocupessin càrrecs públics, abolir la poligàmia i reformar les lleis de divorci, l'any 1948, Shafik va crear l'Associació Bint Al-Nil –Filles del Nil– per ajudar a resoldre els problemes de la dona i mitjançar la seva inclusió en la vida política. L'associació també va crear centres per alfabetitzar la dona al llarg del país, una oficina d'ocupació i un menjador per a la dona treballadora.
Morí el 20 de setembre de 1975 després de llançar-se des del balcó de casa seva, al Caire, on complia arrest domiciliari, per ordre del president Gamal Abdel Nasser, per les seves idees progressistes.
Continua fent por: el 2013 un funcionari del ministeri de l'Ensenyament egipcià va decidir esborrar qualsevol menció de Shafiq als llibres d'història, amb l'argument que una dona que va refusar portar el hijab «podria pertorbar el sentit religiós de certs grups».